# Heptameron

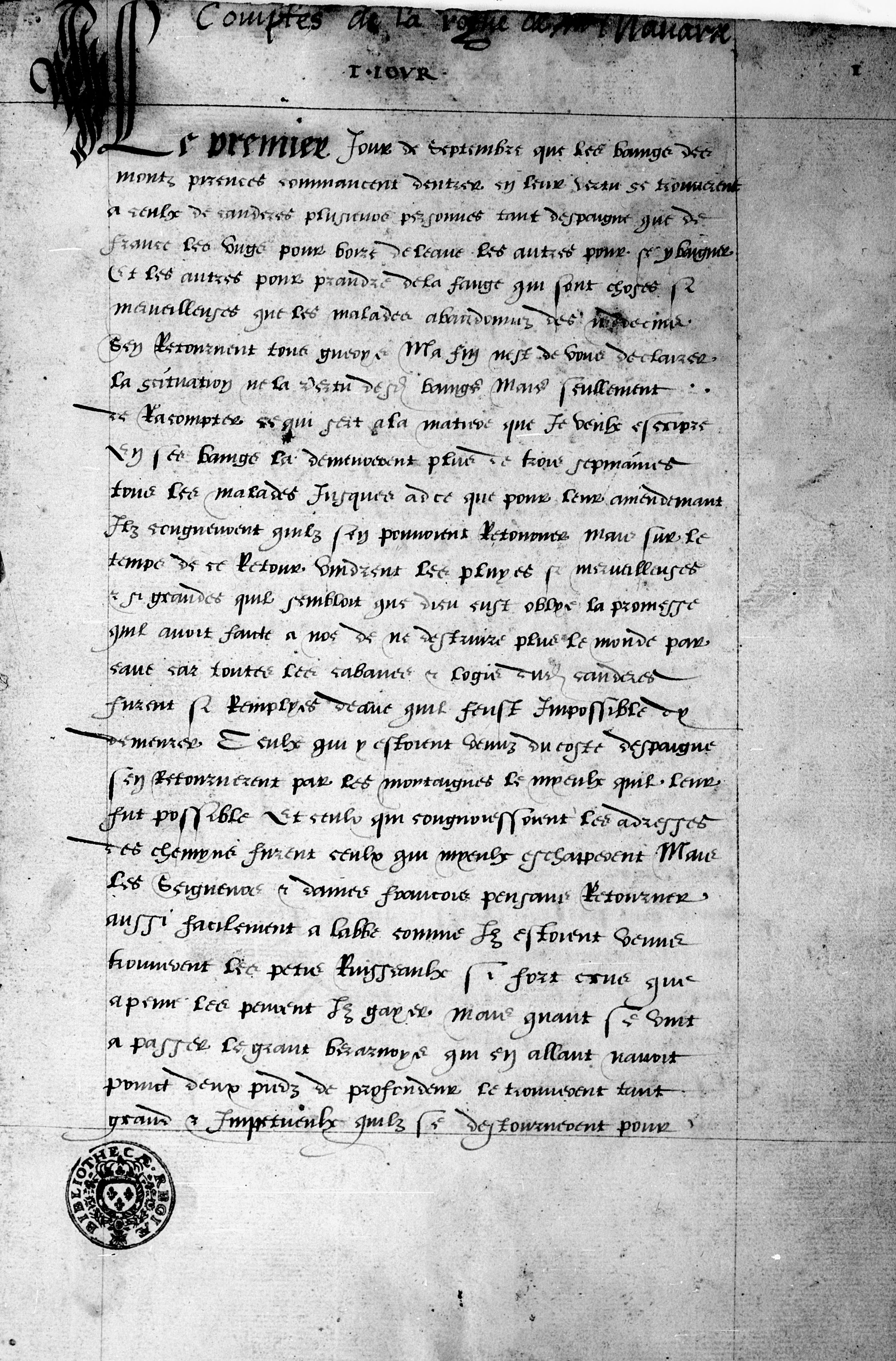
"Comptes de la royne de Navarre", Première page du Ms Fr 1511 de la BNF

Heptameron (L'Heptaméron) är en fransk novellsamling bestående av 72 noveller, skrivna av Margareta av Navarra efter mönster av Giovanni Boccaccios Decamerone. Författaren, Margareta av Navarra, syster till Frans I av Frankrike, hade planerat att novellsamlingen skulle bestå av hundra berättelser, som likt Decamerone skulle berättas under tio dagar, men hon hann bara färdigställa den åttonde dagens andra berättelse innan hon gick bort 1549. 
Samlingen utgavs postumt 1558. Många av berättelserna handlar om kärlek, lust, otrohet och andra romantiska och sexuella teman. 